# مارتن جان جاك
مارتن جان جاك (2 يوليو 1960 - )  (بالإنجليزية: Martin Jean-Jacques)‏ هو لاعب كريكت دومينيكي.

## وصلات خارجية
- مارتن جان جاك على موقع إي آس بي آن كريك إنفو (الإنجليزية)